# Olf
Das Olf (lat. olfactus ‚Geruchssinn‘) ist eine Maßeinheit zur Bewertung der Stärke einer Geruchsquelle. Das Olf wurde 1988 von Ole Fanger, Professor an Dänemarks Technischer Universität, eingeführt.

## Beschreibung
Ein Olf ist die Geruchsbelastung, die von einem Normmenschen (erwachsene Person mit einem Hygienestandard von 0,7 Bädern pro Tag, 1,8 m² Hautoberfläche und bei sitzender Tätigkeit) ausgeht. Erfasst werden jedoch nicht nur Gerüche von Lebewesen (Menschen, Tiere, Pflanzen), sondern auch Ausdünstungen von Baustoffen u. ä. (vgl. Sick-Building-Syndrom). Gemessen wird die Geruchstärke durch speziell geschulte Testpersonen, die die Intensität des Geruchs im Vergleich zu genormten Geruchsquellen erschnüffeln.